# Modelo de Bak-Sneppen
El modelo de Bak-Sneppen es un modelo sencillo de coevolución entre especies interactuantes. Está desarrollado para mostrar cómo la criticalidad autoorganizada puede explicar características claves del registro fósil, como la distribución de medidas de acontecimientos de extinción y el fenómeno de punctuated equilibrio. El nombre se debe en honor a Per Bak y Kim Sneppen.
La dinámica de modelo elimina repetidamente la especie menos adaptada y lo muta a él y a sus vecinos para recrear la interacción entre especies. Un estudio comprensible de los detalles de este modelo pueden ser encontrados en Phys. Rev. E 53, 414@–443 (1996). Una versión resoluble del modelo ha sido propuesta en Phys. Rev. Lett. 76, 348@–351 (1996), el cual muestra que la dinámica evoluciona subdifusivamente, conducido por una memoria de gama larga.
Una búsqueda local evolutiva heurística basado en el modelo Bak–Sneppen, llamado optimización extrema, ha sido introducido en Inteligencia Artificial (enlace roto disponible en Internet Archive; véase el historial, la primera versión y la última). 119 (enlace roto disponible en Internet Archive; véase el historial, la primera versión y la última)., 275@–286 (2000). Notablemente, el modelo de Bak-Sneppen ha sido aplicado para modelizar la teoría del progreso científico.

## Descripción
Consideramos N especies, los cuales están asociados con un factor de adaptación f(i). Son indexados por enteros i alrededor de un anillo. El algoritmo consiste en escoger la especie menos adaptada, y entonces reemplazarlo con sus dos vecinos más cercanos (entero anterior y próximo) por una especie nueva, con un factor de adaptación aleatorio nuevo. Después realizar este proceso un largo número de veces habrá un factor de afinidad requerido mínimo, por debajo del cual ninguna especie no sobrevive. Estos fenómenos de realizar largas veces los acontecimientos están referidos a tan aludes, y el modelo procede a través de estos aludes hasta que logra un estado de estabilidad relativa donde todos los factores de adaptación de las especies esta por encima de un umbral determinado.